# 미아 칼리파
미아 칼리파(영어: Mia Khalifa, 아랍어: ميا خليفة, 1993년 2월 10일 ~ )는 레바논 출신 미국의 미디어 인물, 웹캠 모델, 전직 포르노 배우이다. 미아 칼리스타(Mia Callista)로도 알려져 있다.
1993년 레바논 베이루트에서 태어나 2001년 가족들과 함께 미국 메릴랜드주로 이주했다. 2014년 10월 포르노 배우로 데뷔했으며, 미아의 영상은 게시 2달 만에 폰허브에서 최고 조회 수 영상이 되었다. 미아의 포르노 활동은 중동 지역으로부터 반발을 일으켰는데, 특히 히잡을 쓰고 출연한 영상에 대한 반발이 컸다.